# 多瑙沃爾沙尼
多瑙沃爾沙尼（匈牙利語：Dunavarsány）是匈牙利的城鎮，位於該國中部，距離首都布達佩斯12公里，由佩斯州負責管轄，面積22.52平方公里，2011年人口7,363，其中約一半居民信奉天主教。

## 外部連結
- Street map （匈牙利文）